# Critics’ Circle Theatre Award/Beste Schauspielerin
In der Kategorie Beste Schauspielerin wurden folgende Critics’ Circle Theatre Award vergeben.

## 1982 bis 1989

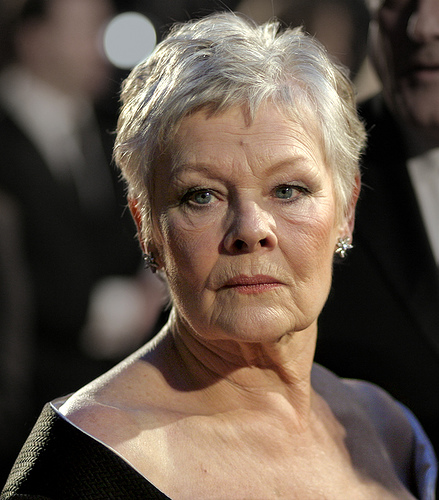
Schauspielerin Judi Dench

- 1982: Judi Dench für A Kind of Alaska und The Importance of Being Earnest
- 1983: Juliet Stevenson für Measure für Measure
- 1984: Glenda Jackson für Strange Interlude
- 1985: Vanessa Redgrave für The Seagull
- 1986: Joan Plowright für The House of Bernarda Alba
- 1987: Judi Dench für Antony and Cleopatra
- 1988: Pauline Collins für Shirley Valentine
- 1989: Fiona Shaw für Electra und The Good Person of Sichuan

## 1990 bis 1999

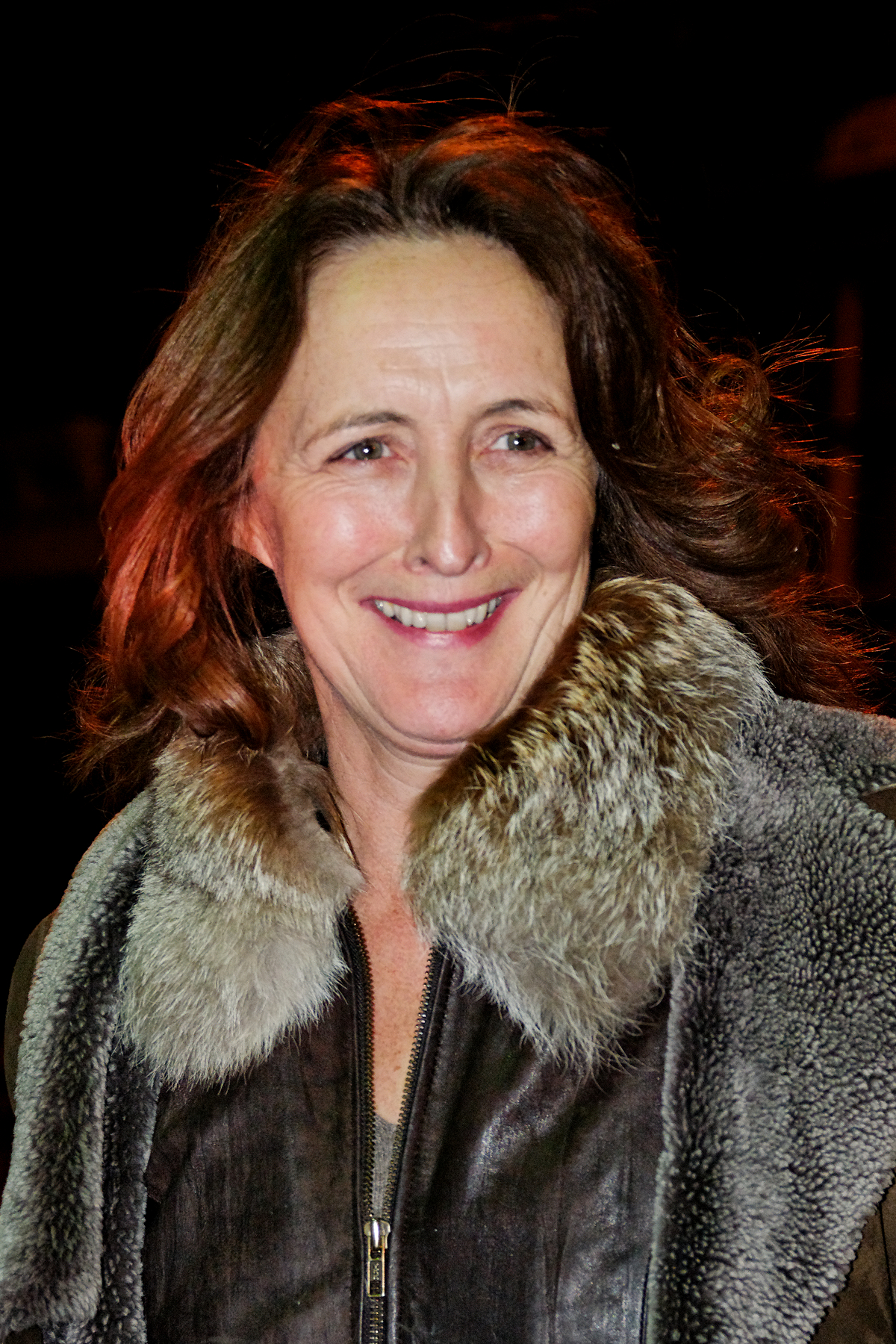
Schauspielerin Fiona Shaw (2011)

- 1990: Josette Simon für After the Fall
- 1991: Fiona Shaw für Hedda Gabler
- 1992: Eileen Atkins für The Night of the Iguana
- 1993: Penelope Wilton für The Deep Blue Sea
- 1994: Clare Higgins für The Children's Hour und Sweet Bird of Youth
- 1995: Claire Skinner für The Glass Menagerie
- 1996: Janet McTeer für A Doll's House
- 1997: Judi Dench für Amy's View
- 1998: Sinéad Cusack für Our Lady of Sligo
- 1999: Janie Dee für Comic Potential

## 2000 bis 2009

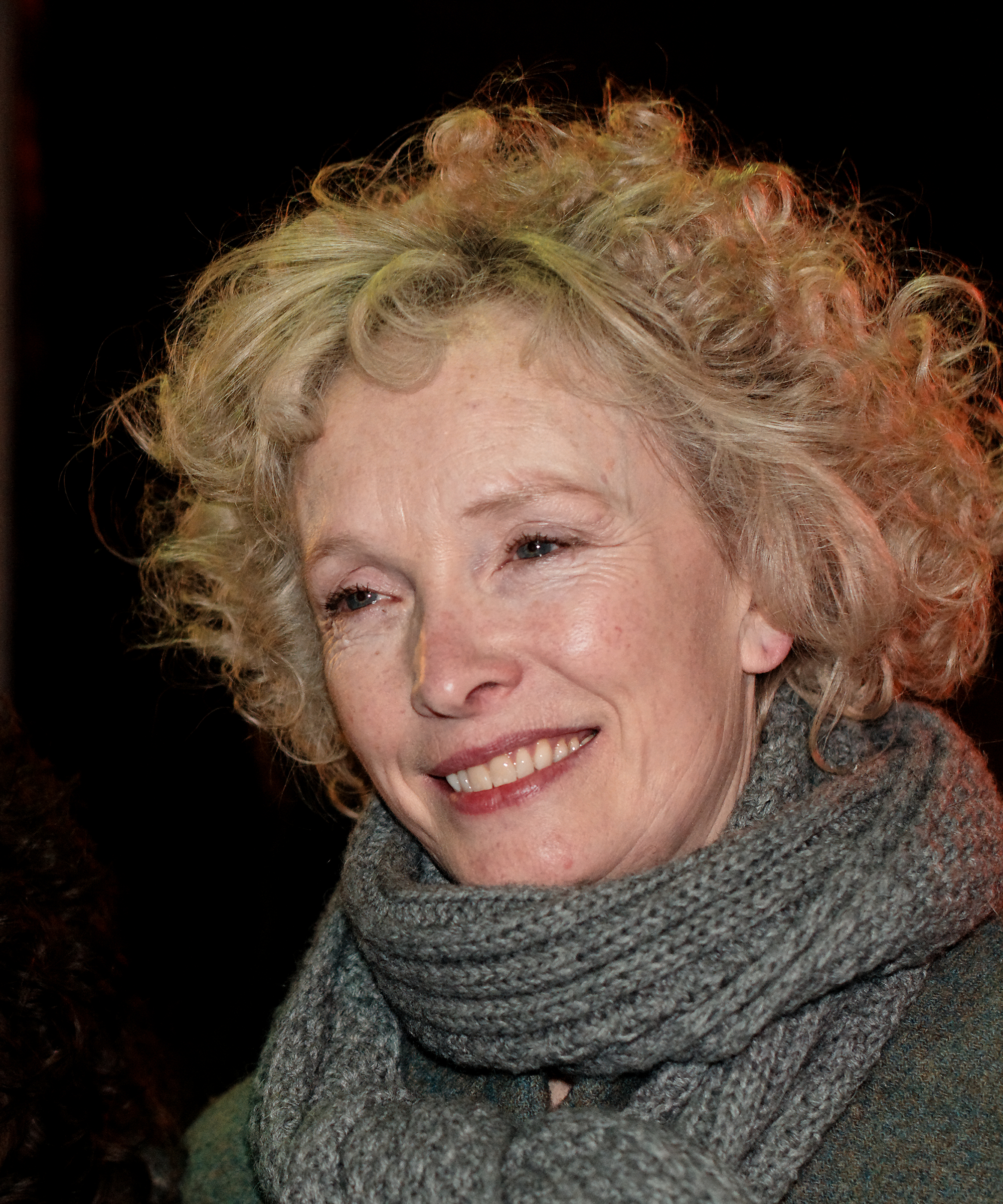
Schauspielerin Lindsay Duncan (2011)

- 2000: Victoria Hamilton für As You Like It
- 2001: Lindsay Duncan für Mouth to Mouth und Private Lives
- 2002: Clare Higgins für Vincent in Brixton
- 2003: Eve Best für Mourning Becomes Electra
- 2004: Victoria Hamilton für Suddenly Last Summer
- 2005: Eve Best für Hedda Gabler
- 2006: Kathleen Turner  für Who's Afraid of Virginia Woolf?
- 2007: Anne-Marie Duff für Saint Joan
- 2008: Margaret Tyzack für The Chalk Garden
- 2009: Rachel Weisz für A Streetcar Named Desire

## 2010 bis 2019
- 2010: Jenny Jules für Ruined

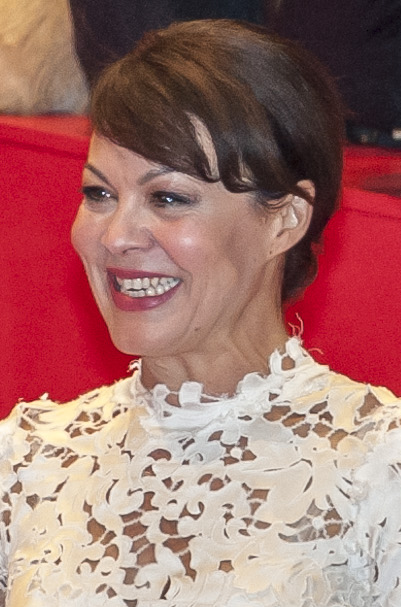
Helen McCrory (2015)

- 2011: Sheridan Smith für Flare Path
- 2012: Hattie Morahan für A Doll's House
- 2013: Lesley Manville für Ghosts
- 2014: Helen McCrory für Medea
- 2015: Denise Gough für People, Places and Things
- 2016: Billie Piper für Yerma
- 2017: Victoria Hamilton für Albion
- 2018: Patsy Ferran für Summer and Smoke
- 2019: Sharon D. Clarke in Death of a Salesman / Juliet Stevenson in The Doctor

## 2020 bis 2029
- 2021: Ausfall der Veranstaltung
- 2022: Jessie Buckley in Cabaret

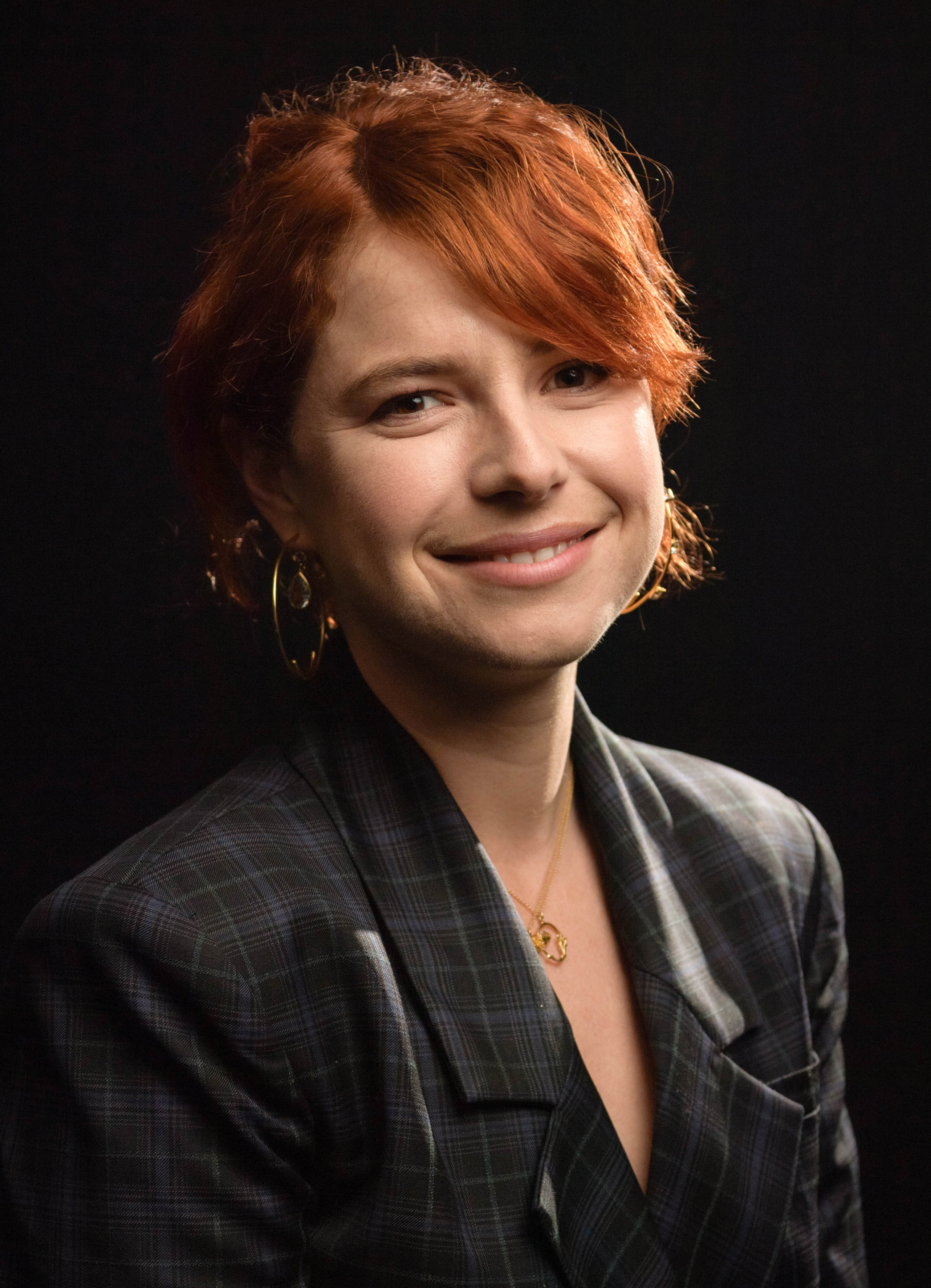
Jessie Buckley (Preisträger 2022)

- 2023: Patsy Ferran in A Streetcar Named Desire
- 2024: Sophie Okonedo in Medea
- 2025: Lesley Manville in Oedipus